# Zębacz plamisty
Zębacz plamisty, zębacz pstry (Anarhichas minor) – gatunek ryby z rodziny zębaczowatych (Anarhichadidae)

## Występowanie
Północny Atlantyk, we wschodniej części  od Morza Białego do brzegów Szkocji, w zachodniej części od Grenlandii do wybrzeży stanu Maine w Stanach Zjednoczonych.
Ryba żyjąca nad dnem w głębszych strefach wody, na głębokości 25 – 450 m, nad dnem piaszczystym lub mulistym, w wodzie o temperaturze do –1 do +9 °C.

## Opis
Dorasta maksymalnie do 1,8 m, w wieku ok. 25 lat. Ciało wydłużone, zwężające się równomiernie od głowy do płetwy ogonowej. Głowa duża, pysk zaokrąglony, szeroki otwór gębowy. W szczęce górnej i żuchwie z przodu duże zakrzywione zęby chwytne, z tyłu płaskie lub zaokrąglone zęby żujące ustawione w pasmach. Skóra bezłuska. Płetwa grzbietowa długa, wsparta 74 – 78 twardymi promieniami. Płetwa odbytowa długa podparta 45 – 47 miękkimi promieniami. Nie posiada płetwy brzusznej.
Ubarwienie: grzbiet i boki brązowe lub oliwkowe, dorosłe ryby z licznymi ciemnymi plamami i punktami nieregularnie rozmieszczonymi na grzbiecie i bokach. Młode ryby mają poprzeczne prążki. 

## Odżywianie
Odżywia się cienkoskorupowymi mięczakami i szkarłupniami (jeżowce i rozgwiazdy), a także rybami żyjącymi przy dnie.

## Rozród
Dojrzałość płciową osiąga między 7 a 10 rokiem życia, przy długości ciała od 70 do 90 cm. Tarło odbywa się wiosną z dala od brzegu, na większych głębokościach. Jajka składane są na dnie w postaci kulistych bryłek, samica składa w zależności od wielkości od 15 000 do 35 000 ziaren ikry.